# اوشن هایتس
اوشن هایتس (انگلیسی: Ocean Heights) ساختمان مسکونی ۸۳ طبقه مستقر در شهر دبی است، که پروژه ساخت آن در سال ۲۰۰۷ آغاز شد و در سال ۲۰۱۰ به بهره‌برداری رسید. اوشن هایتس چهارمین ساختمان مرتفع در دبی است.